# Orden Carlos Manuel de Céspedes
La Orden Carlos Manuel de Céspedes es una condecoración de la República de Cuba. Lleva su nombre en homenaje al prócer Carlos Manuel de Céspedes (1819-1874).

## 1926-1978
Con el nombre de Orden Nacional de Mérito Carlos Manuel de Céspedes fue creada por el Decreto Presidencial n° 486 de Gerardo Machado, el 18 de abril de 1926. Se otorgaba como recompensa a servicios prestados a la patria por personas nacionales o extranjeras en el ejercicio de cargos diplomáticos u otros eminentes servicios prestados a Cuba y a la humanidad. Fue establecida como una orden de la que el Maestre, y por tanto el autorizado para concederla era el Presidente de la República, el Secretario de Estado era el Canciller y el Subsecretario de Estado el Vicecanciller.
Los rangos de la orden eran:
- Gran Cruz (solo para el Presidente y jefes de Estados extranjeros);
- Gran Cruz de segundo grado (para Secretario de Estado y Ministros de Relaciones Exteriores extranjeros);
- Gran Oficial (para subsecretarios de Estados y enviados extraordinarios o ministros plenipotenciarios);
- Comendador (para Consejeros, Primeros secretarios de embajada y legación con cinco años de servicio);
- Oficial (para primeros secretarios de embajada o legación y agregados comerciales);
- Caballero o Dama (para segundos secretarios de embajada o legación, secretarios de tercera y agregados diplomáticos).

También existía un collar de la orden, para uso ceremonial del presidente en ejercicio a partir de 1955, que fue realizado por la casa de orfebrería Vilardebó y Riera —que hizo muchas otras condecoraciones nacionales—, y que posteriormente se perdió. La medalla de la orden consistía en la efigie de Céspedes en un medallón de oro circular rodeada de una banda en esmalte azul con el nombre del héroe y la del año del levantamiento de la Demajagua, 1868. En torno a esta una guirnalda con cuatro estrellas que representan los cuatro estados en que estaba dividida la república en 1868: Oriente, Camagüey, Las Villas y Occidente y saliendo de esta diez hojas de acanto radiadas que representan el décimo mes del año (octubre, mes del alzamiento). En el anverso figura sobre esmalte blanco el escudo nacional de Cuba. La medalla pende de una cinta de muaré azul marino. A la Gran Cruz se le añaden diez rayos alineados con los acantos, cinco lisos y cinco adiamantados.
En esta época el gobierno solo entregaba el diploma de la orden, la medalla debía ser pagada por el agraciado.
En 1959, luego de la Revolución Cubana, se anularon todos los otorgamientos —en favor de ciudadanos e instituciones cubanos— de esta orden realizados por el dictador Fulgencio Batista y se procedió al examen de todos los condecorados para expulsar a los considerados indignos. En 1960 fue galardonado el venezolano Ignacio Luis Arcaya, conocido como el «Canciller de la Dignidad».

## Desde 1978
Entre 1978 y 1979 se reconstruyó todo el sistema de honores cubano con la Ley n.º 17 del 28 de junio de 1978 del Sistema de Condecoraciones y Títulos Honoríficos; el Decreto-Ley n.º 30 del 10 de diciembre de 1979; y el Anexo n.º 4 al Primer Acuerdo del Consejo de Estado del 12 de diciembre de 1979. La Orden Carlos Manuel de Céspedes está destinada a recompensar a ciudadanos cubanos y extranjeros, a jefes de Estado o de Gobierno, a dirigentes de otros Estados, que se destaquen en la lucha por la liberación nacional de los pueblos, por la amistad demostrada hacia la Revolución Cubana o por el prestigio internacional alcanzado en las luchas políticas, sociales o económicas a favor de los pueblos o por valiosos aportes a la consolidación de la paz y la coexistencia pacífica.
La forma física de la orden se regula de la siguiente manera: «en su anverso y a relieve, tiene una estrella convexa de cinco puntas esmaltadas en blanco con un bisel en oro de 1 milímetro de ancho, fijada sobre un pentágono de lados convexos construidos por haces de vara; como base tiene también una estrella pentagonal esmaltada en rojo y un bisel en oro de 1 milímetro de ancho. La insignia está inscripta en una circunferencia imaginaria de 45 milímetros de diámetro.—En la parte central y a relieve, tiene dos circunferencias concéntricas; la interior de 18 milímetros de diámetro, en cuyo círculo está representada en oro la efigie de Carlos Manuel de Céspedes; la exterior de 26 milímetros de diámetro conforma con la interior una corona esmaltada en azul turquí de 4 milímetros de ancho; en la parte superior de la corona y en forma de semicírculo aparece la inscripción en oro CARLOS MANUEL DE CESPEDES entre dos estrellas del mismo metal de 3 milímetros de diámetro; en la parte inferior y en forma de semicírculo, la inscripción en oro "1868".—En su reverso, al centro y a relieve, tiene el Escudo de la República de Cuba; en la parte superior y en forma de semicírculo, la inscripción REPUBLICA DE CUBA; en la parte inferior y también en forma de semicírculo, la inscripción CONSEJO DE ESTADO.—La insignia pende mediante una argolla de una cinta de moaré de forma pentagonal, cuyos lados inferiores y el superior miden 25 milímetros y los laterales 30, con franjas de colores azul turquí, rojo y blanco, subdivididas de derecha a izquierda en la forma siguiente: una franja azul turquí de 13 milímetros, una franja roja, una franja blanca y una franja azul turquí de 4 milímetros ancho cada una.—La cinta en su reverso trae un alfiler de seguridad.—El pasador que la representa es de forma rectangular convexa y mide 25 milímetros de largo por 15 de alto cubierto por una cinta de moaré con las mismas franjas de colores y medidas que las del pentágono de donde pende la insignia.—El pasador en su reverso tiene un alfiler de seguridad.
Los condecorados en la segunda etapa de la orden son:
- 1981: Mariscal Leonid Ilich Brézhnev, Presidente del Presidium del Sóviet Supremo de la URSS y Secretario General del Comité Central del Partido Comunista de la Unión Soviética.[5]
- 1986: Iván Vasílievich Arjipov, Primer Vicepresidente del Consejo de Ministros de la URSS.[6]
- 1988: Jorge Leal Amado de Faria, escritor de Brasil.[7]
- 1988: Dr. Arnaldo Orfila Reynal, editor de Argentina.[8]
- 1994: Dr. Hage Gottfried Geingob, primer ministro de la República de Namibia.[9]
- 1995: Capitán Kojo Tsikata, Miembro del Consejo de Estado de Ghana.[10]
- 1998: Comandante Jesús Sergio Basilio Montané Oropesa, Ayudante del Primer Secretario del Comité Central del Partido Comunista de Cuba.[11]
- 2000: Juan Miguel González Quintana, padre de Elián González, «en reconocimiento a la actitud mantenida durante la batalla por el reclamo de su hijo y en defensa de la dignidad de la Patria durante los sucesos provocados por el secuestro del niño Elián».[12][13]
- 2004: Comandante Supremo Hugo Rafael Chávez Frías, Presidente de la República Bolivariana de Venezuela.[14]
- 2019: Luiz Inácio Lula da Silva.[15]